# MMR 백신
MMR 백신(MMR vaccine)은 홍역(measles), 볼거리(mumps), 풍진(rubella)에 대항하는 백신이다. 최초 도스(dose)는 일반적으로 약 9~15개월 나이의 어린이에게 투여되며, 2번째 도스는 15개월~6세에 투여되며, 최소 4주에는 이 두 도스 사이에서 투여된다. 2 도스 이후 97%의 사람이 풍진으로부터 보호를 받고 있으며 88%는 볼거리, 그리고 최소 97%는 풍진으로부터 보호를 받는다. 이 백신은 면역의 증거를 보이지 않는 사람에게도 투여가 권고되며, 여기에는 HIV/AIDS를 잘 통제하고 있는 사람과 불완전하게 면역된, 풍진에 72시간 내에 노출된 사람들이 포함된다. 주사를 통해 투여된다.
MMR 백신은 전 세계적으로 널리 사용되며, 2001년 기준으로 100개 이상의 국가에서 500,000,000도스 이상이 투여되었다. 풍진은 면역이 일반화되기 전까지 해마다 2,600,000명의 사망자를 발생시켰다. 이 백신으로 말미암아 2012년 기준으로 해마다 사망자 수는 대부분 저소득 국가에서 122,000명으로 줄어들었다. 2018년 기준으로 접종을 통해 북아메리카와 남아메리카의 풍진 발병률은 매우 낮은 편이다. 접종을 경험하지 않은 인구의 질병률은 증가하는 추세이다. 2000년부터 2016년까지 풍진으로 인한 사망률은 접종을 통해 84%가 추가적으로 감소되었다.
면역을 통한 부작용은 대체적으로 온화한 편이며 특정한 치료 없이도 저절로 없어진다. 부작용으로는 발열, 통증, 주사 부위의 적열 상태가 포함된다. 100만 명 중 대략 한 명 꼴로 과민증이 발생할 수 있다. MMR 백신은 임신 중에 권장되지 않으나 모유 수유 중에는 투여할 수 있다. 이 백신은 다른 백신과 동시에 투여해도 안전하다. 최근 면역이 될 경우 풍진, 볼거리, 홍역을 다른 사람들에게 옮기는 위험이 증가하지 않는다. 접종을 자폐 장애의 위험을 증가시키지 않는다. MMR 백신은 이러한 질병들의 생백신의 혼합물이다.
MMR 백신은 모리스 힐만에 의해 개발되었다. 1971년 Merck에 의해 사용이 허가되었다. 독립적인 홍역, 볼거리, 풍진 백신이 과거에 각각 1963년, 1967년, 1969년에 허가되었다. 2차 복용에 관한 권고는 1989년 도입되었다. 수두도 다루는 MMRV 백신을 대신 사용해도 된다. 볼거리를 다루지 않는 MR 백신 또한 이따금씩 사용된다.

## MR 백신
볼거리가 아닌 홍역과 풍진을 담당하는 백신이 있다. 2014년 기준으로 전 세계적 일부 지역에서 사용된다.

## 같이 보기
- BCG 백신 (결핵 tuberculosis, TB)

- 망투 검사 (Mantoux test)

- B형 간염
- 수두 (chickenpox, varicella)

- 대상포진 (shingles)

- DPT 백신 (디프테리아 diphtheria, 백일해 pertussis, 파상풍 tetanus)
- 소아마비 (polio)